# Берген (Округ Келе)
Берген (њем. Bergen) град је у њемачкој савезној држави Доња Саксонија. Једно је од 24 општинска средишта округа Целе. Према процјени из 2010. у граду је живјело 13.099 становника. Посједује регионалну шифру (AGS) 3351004.

## Географски и демографски подаци
Берген се налази у савезној држави Доња Саксонија у округу Целе. Град се налази на надморској висини од 77 метара. Површина општине износи 163,8 km². У самом граду је, према процјени из 2010. године, живјело 13.099 становника. Просјечна густина становништва износи 80 становника/km².

## Међународна сарадња
| Мјесто  | Држава               | Врста сарадње | Од    |
| ------- | -------------------- | ------------- | ----- |
| Срем    | Пољска               | контакт       | 1995. |
| Пемброк | Уједињено Краљевство | партнерство   | 1977. |
| Извор   |                      |               |       |